# August Hendrik Sassen
August Hendrik Sassen ('s-Hertogenbosch, 6 maart 1853 - Den Haag, 22 juni 1913) was een Nederlands notaris en archivaris.
Sassen was opgeleid tot notaris. Hij was lange tijd als zodanig en als archivaris werkzaam in Helmond; hij stond bekend als genealoog en was, mede door zijn onderzoekingen binnen de heraldiek, in zijn tijd redelijk bekend; hij redigeerde onder meer het Tijdschrift voor Noord-Brabantse geschiedenis, taal -en letterkunde, waarin tal van artikelen van zijn hand verschenen. Als afzonderlijke brochures verschenen onder meer: De geschiedenis van de schutterij van het Olverniers -of Lieve Vrouwegilde te Helmond (1882), De protocollen der Helmondse Noterissen van 1595 tot 1798 (1890) en (in samenwerking met Krom) De oorkonden betreffende Helmond. Sassen maakte het ontwerp voor het gemeentewapen dat de gemeente Deurne en Liessel in 1896 kreeg en dat nog altijd het Deurnese gemeentehuis siert.
Hij hield zich ook bezig met de studie der numismatiek; hij schreef hierover artikelen in het "Tijdschrift van het Koninklijk Nederlands Genootschap van Munt 
-en Penningkunde", waarvan hij, als opvolger van dr. J.H. de Dompierre de Chaufepié, voorzitter was. Een van zijn meer invloedrijke artikelen was dat over de Noord-Nederlandse muntgewichtmakers. Sassen was voorzitter van vereniging Die Haghe, secretaris van de vereniging Arentsburg en  bevriend met de Deurnese historicus H.N. Ouwerling.
Hij was een achterneef van Alphons Sassen van Vlierden, die net als hij een relatie met Peelland kreeg.
- Biblioteca Nacional de España: XX6481964
- Biografisch Portaal: 59396423
- Digitale Bibliotheek voor de Nederlandse Letteren: sass007
- International Standard Name Identifier: 0000 0003 9544 9208
- Nederlandse Thesaurus van Auteursnamen: 069720592
- RKD-Nederlands Instituut voor Kunstgeschiedenis: 369285
- Virtual International Authority File: 290164344
- WorldCat: E39PBJbRqfhrYRbgRD637brg8C